# Purugoa
Purugoa ist eine osttimoresische Aldeia im Suco Ilat-Laun (Verwaltungsamt Bobonaro, Gemeinde Bobonaro). 2015 lebten in der Aldeia 328 Menschen.

## Geographie
Purugoa bildet den Norden des Sucos Ilat-Laun. Südlich liegt die Aldeia Ilat-Laun. Östlich des Flusses Marobo liegt der Suco Laubono. In den Marobo mündet im Norden der westliche Grenzfluss Babonasolan. An seinem anderen Ufer liegt der Suco Raiheu. Im Norden reicht Purugoa über den Marobo bis zum Suco Atudara.
Am Ufer des Marobos liegt im Süden das Dorf Purugoa. Nördlich des Marobos befindet sich das Dorf Raiklaran. Hier steht eine Grundschule.

## Politik
2023 wurde Antonio de Araujo zum Chefe de Aldeia gewählt.